# Älvdalens bibliotek

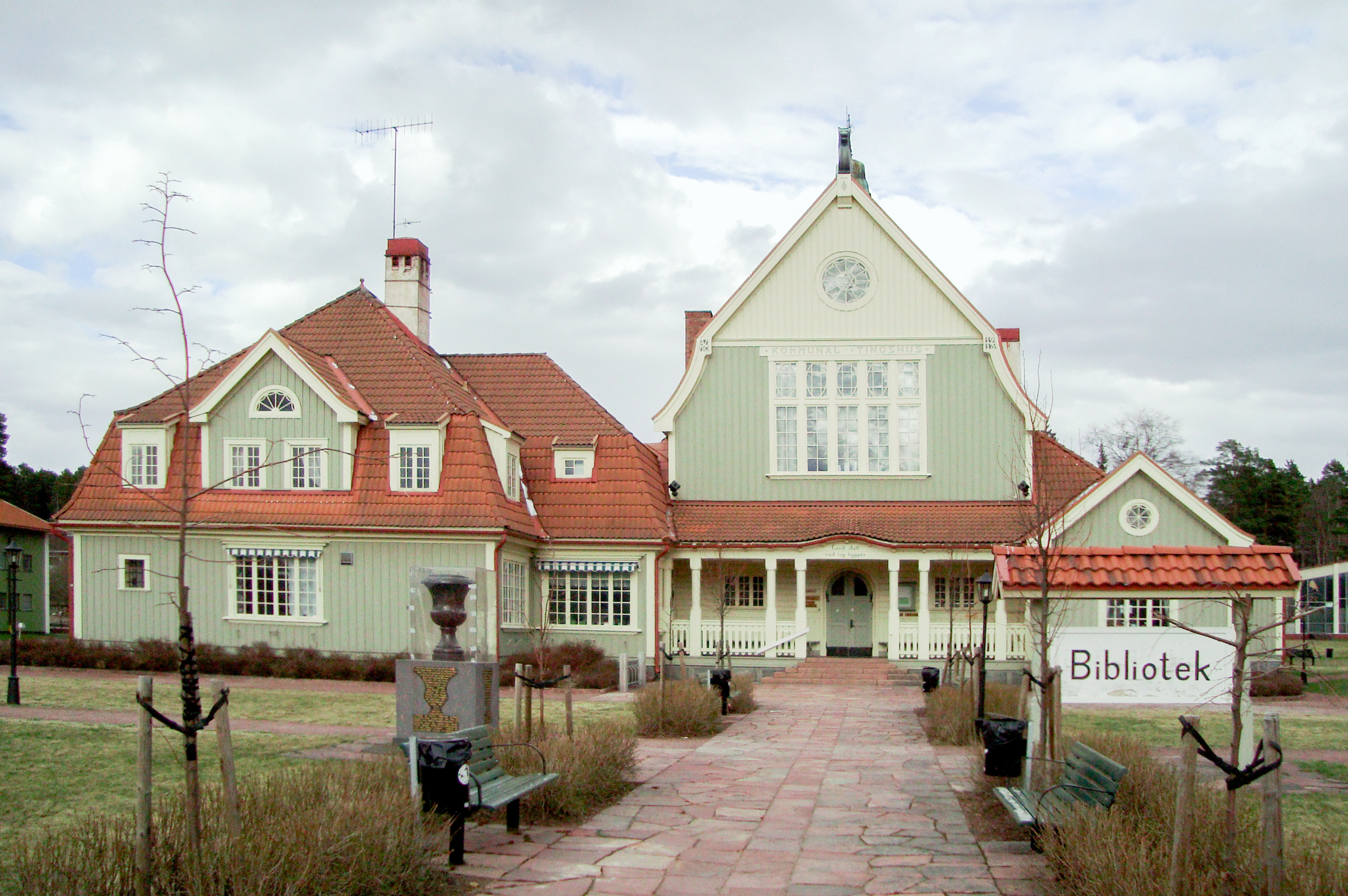
Älvdalens tingshus

Älvdalens bibliotek består av ett huvudbibliotek i Älvdalen med filialer i Särna och Idre. Huvudman är Älvdalens kommun.
Huvudbiblioteket ligger sedan 2018 i den nybyggda Älvdalsskolan. Från 1977 till 2018 var huvudbiblioteket inrymt i det som tidigare varit Älvdalens tingshus.